# Act Naturally
"Act Naturally" és una cançó escrita per Johnny Russell i Voni Morrison, gravada originalment per Buck Owens and The Buckaroos, la versió de la qual va aconseguir el número 1 en el Billboard Country Singles l'any 1963, el seu primer nombre 1. L'any 2002, Shelly Fabian d'About.com va classificar la cançó com a nombre 169 en la seva llista de les Top 500 Country Music Songs.
La cançó ha estat interpretada per molts altres artistes com Loretta Lynn i The Beatles.

## Buck Owens i la versió Buckaroos
L'any 1963, Russell va escriure la cançó amb una dona anomenada Voni Morrison, qui també va treballar a Bakersfield, Califòrnia, amb un cantant anomenat Buck Owens. Després de Russell que va tocar "Act Naturally" per Morrison, va pensar que seria ideal per Owens, i ella li va dir a Russell que podria portar-ho a gravar-la. Com que ningú l'havia gravat, i Russell tenia un acord amb Morrison per compartir crèdits, li va donar el crèdit parcial, encara que el seu únic paper en la cançó va ser presentar-lo a Owens.
Owens va gravar "Act Naturally" als estudis Capitol de Hollywood el 12 de febrer de 1963, i el senzill va ser llançat l'11 de març. Va entrar a les llistes country de Billboard el 13 d'abril de 1963. El 15 de juny, la versió de Owens va passar a la primera posició de les quatre setmanes no consecutives en el # 1. En total, es va passar 28 setmanes a la llista de música country. La cançó el va ajudar a convertir-se en una superestrella, Owens havia col·locat 19 senzills al cim de les llistes country de Billboard. La cançó també va ajudar a establir Russell com a compositor, i en la dècada de 1970 va tenir també un èxit modest com a cantant.

## La versió de The Beatles
The Beatles van fer un cover de la cançó l'any 1965 en el seu àlbum Help! (en el Regne Unit) i com el costat B de "Yesterday", senzill exclusiu als EE. UU..
La versió de The Beatles és cantada per Ringo Starr. Stephen Thomas Erlewine d'Allmusic la va anomenar "un aparador ideal per a la veu amable de Ringo." Es va interpretar la cançó a The Ed Sullivan Show, que va ser gravat el 14 d'agost de 1965 i emès el 12 de setembre de 1965. També es va realitzar en el famós concert de The Beatles en el Shea Stadium el 15 d'agost de 1965 i es va tocar en alguns concerts al llarg del tour The Beatles' 1965 O.S. (alternant amb una altra interpretació de Ringo, "I Wanna Be Your Man").
The Beatles van gravar la cançó el 17 de juny de 1965 en 13 preses. Les primeres 12 van ser, evidentment utilitzades per elaborar la mescla, la veu es va gravar en la presa 13, la presa solament amb veu. Es va barrejar l'endemà. The Beatles anteriorment van gravar una cançó per al seu enginyer Norman Smith, però es van adonar que Ringo no tenia encara una cançó en Help!, I així que "Act Naturally" va ser gravada per ell.
A causa que la versió de Capitol Records de l'àlbum Help! incloïa solament les cançons que van aparèixer en la pel·lícula, a més de la música incidental de la pel·lícula, es va etiquetar a "Yesterday" i "Act Naturally" com un senzill. En el costat B del senzill dels EUA, "Act Naturally" va aconseguir el lloc 47 a l'octubre de 1965. Les dues cançons van fer la seva primera aparició en l'àlbum americà Yesterday and Today, llançat als EUA el 20 de juny de 1966.

### Personal
- Ringo Starr - veu, bateria.
- Paul McCartney - harmonia vocal, baix.
- John Lennon - guitarra acústica.
- George Harrison - guitarra